# Peter Patton
Peter J. Patton (nacido el 9 de febrero de 1974) es un entrenador y administrador de baloncesto estadounidense, además de exjugador de baloncesto. Actualmente es el director de Desarrollo de Jugadores de los Chicago Bulls de la National Basketball Association (NBA). Anteriormente ha sido entrenador de tiro en la NBA para los Minnesota Timberwolves y Dallas Mavericks.
Jugó baloncesto universitario para los DePaul Blue Demons antes de jugar en la International Basketball Association y en Croacia. Estableció el récord de porcentaje de tiros de tres puntos de DePaul en una sola temporada. En la escuela secundaria, era un atleta multideportivo muy promocionado que, como quarterback/punter, fue el co-MVP de la Liga Católica de Chicago en fútbol después de llevar a su equipo de fútbol de la escuela secundaria a las semifinales de la Asociación de Escuelas Secundarias de Illinois (IHSA) dos veces. También jugó béisbol y baloncesto en la escuela secundaria.

## Primeros años de vida
Patton afirma que asistió a campamentos de baloncesto desde una edad temprana. Asistió a un campamento de Ray Meyer en Wisconsin cuando era estudiante de sexto grado, ganándose el apodo de General Patton. Meyer era el padre de Joey Meyer, quien lo sucedió como entrenador en jefe de DePaul. Patton también afirma haber asistido a campamentos de baloncesto en la Universidad de Indiana desde sexto grado hasta su primer año de secundaria.

## Carrera de secundaria
Patton asistió a la Academia Loyola en Wilmette, Illinois. Jugó baloncesto, fútbol americano y béisbol en Loyola en la Liga Católica de Chicago. Fue quarterback de fútbol americano, guardia de baloncesto y lanzador-primera base de béisbol, considerado uno de los mejores atletas de tres deportes de su época en el área metropolitana de Chicago.
En su segundo año fue mariscal de campo titular, armador y lanzador de Loyola. En su tercer año, llevó a Loyola a las semifinales de fútbol americano Clase 6A de IHSA 1990, donde perdieron ante Thornton Township High School. Después de la temporada, fue mencionado como uno de los tres mejores prospectos de fútbol (junto con Chris Piggott y Bryan Jurewicz) en el área de Chicago. En baloncesto, Loyola (18 – 10) perdió en la ronda seccional de baloncesto Clase AA de IHSA 1991 ante DePaul College Prep (conocida como Gordon Tech), cuya estrella era el futuro compañero de equipo de DePaul, Tom Kleinschmidt.
En su último año, Patton dirigió un equipo invicto de Loyola a las semifinales de fútbol estatal Clase 6A de IHSA 1991 para perder ante Glenbard North High School. Patton, quien también sirvió como punter, fue co-MVP de la Liga Católica de Chicago. Ese noviembre, el periodista de Chicago Sun-Times, Taylor Bell, describió a Patton como «uno de los mejores atletas de tres deportes producidos en Illinois desde que Dike Eddleman creó su leyenda en Centralia hace 50 años». Loyola (16 – 10) perdió en las semifinales seccionales de baloncesto de la IHSA de 1992.
La única visita de reclutamiento de fútbol que hizo Patton fue a Indiana porque los reclutadores no estaban seguros de qué deporte elegiría. A principios de marzo de 1992, eligió el baloncesto en lugar del fútbol. A finales de marzo de 1992, Patton se comprometió verbalmente con DePaul para jugar baloncesto a pesar de las ofertas de becas deportivas del norte de Illinois y Evansville y la oportunidad de ser un asistente preferido en Illinois. El 15 de abril de 1992, Patton firmó su Carta Nacional de Intención con DePaul. Patton probablemente habría estado en la rotación de jugadores en Evansville o Northern como estudiante de primer año. De hecho, si hubiera cumplido con los estándares de admisión en Northwestern, también habría estado en la rotación allí, pero no cumplió con los estándares. Patton había soñado con jugar para Indiana, pero al final lo ubicaron por debajo de Malcolm Sims. En DePaul, se esperaba que Patton actuara como suplente de Howard Nathan y reforzara a DePaul en la posición de base, donde carecían de profundidad junto al escolta/alero Kleinschmidt. En su último año, su estatus de estrella multideportiva lo puso en la conversación junto con personas como Dani Tyler y Chris Collins para el reconocimiento al atleta del año del Chicago Tribune.

## Carrera universitaria
El 3 de septiembre de 1992, DePaul anunció que Nathan había sido «despedido por motivos académicos». Nathan había iniciado ocho juegos como estudiante de primer año, lideró al equipo en robos y se ubicó en segundo lugar de todos los tiempos entre los estudiantes de primer año de DePaul en asistencias y robos. El entrenador en jefe Joey Meyer estaba evaluando a Patton y Brandon Cole como sus posibles bases titulares. La víspera de la noche inaugural no estaba claro quién sería el titular. Después de los primeros juegos, el escritor del Sun-Times, Toni Ginnetti, describió a Patton como «un semi-titular».
Patton jugó cuatro temporadas de baloncesto universitario para los DePaul Blue Demons entre 1992 y 1996. Nunca se perdió un juego en la universidad y estableció el récord de porcentaje de tres puntos de DePaul una sola temporada como junior (54,1%), una marca que aún se mantenía en 2016.

## Carrera como jugador
En 1996, Patton jugó dos partidos con los Carolina Cardinals de la United States Basketball League (USBL). Luego jugó 30 partidos en la International Basketball Association (IBA) para los Dakota Wizards durante la temporada 1996-97, donde obtuvo los honores del Segundo Equipo All-IBA. En 1997-98, jugó 34 partidos en la IBA para los Magic City Snowbears.
Durante la temporada 1998-99, Patton jugó en Croacia para Kandid Olimpija Osijek. Promedió 7,3 puntos y 2,5 asistencias antes de ser despedido en enero de 1999.

## Carrera como entrenador
En 2016, Patton se unió al cuerpo técnico de los Minnesota Timberwolves como entrenador de tiro. Entre 2018 y 2023, Patton se desempeñó como entrenador de tiro de los Dallas Mavericks. En 2023, los Chicago Bulls contrataron a Patton como Director de Desarrollo de Jugadores.